# Antti Filemon Puukko
Antti Filemon Puukko, född 25 februari 1875 i Hirvensalmi, död 4 december 1954 i Helsingfors, var en finländsk teolog.
Puukko blev filosofie doktor 1914 och teologie doktor 1919. Han var 1910–1917 docent i hebreiska språket och litteraturen vid Helsingfors universitet, 1918–1927 adjunkt i Bibelns grundspråk och 1927–1945 professor i gammaltestamentlig exegetik.
Puukko var banbrytare för den historisk-kritiska bibelforskningen i Finland och vann även erkännande utomlands, särskilt för sina grundliga forskningar rörande Femte Mosebok och Gamla testamentets lag. Bland hans arbeten märks det populärt hållna exegetiska verket Vanhan testamentin selitysteos, som utkom i fyra band 1952–1956. Han var medlem av den finska bibelöversättningskommittén 1925–1938 och utgav i anslutning till denna verksamhet bland annat Suomalainen Raamattumme Mikael Agricolasta uuteen kirkkoraamattuun (1946). Han var även huvudredaktör för tidskriften Teologinen aikakauskirja 1934–1954.